# Kyra Gracie
Kyra Gracie Guimarães (Río de Janeiro, 29 de mayo de 1985) es una luchadora brasileña del jujitsu brasileño. Es la hija de Flavia Gracie y sus tíos son Ralph Gracie, Renzo Gracie y Ryan Gracie. Es una de las pocas mujeres de la Familia Gracie que ha seguido esta tradición de las artes marciales. 
Actualmente vive en Nueva York (EE. UU.), y entrena en la academia de su tío Renzo a damas interesadas en practicar el Gracie Jujitsu.

## Palmarés
- 2 Campeonatos del Mundo (2004 y 06)
- 5 Panamericanos (2001, 02, 03, 05 y 07)
- 5 Campeonatos Brasileños (1998, 99, 00, 01 y 04)
- 2 Campeonato del mundo ADCC (Abu Dhabi Combat Club en 2005 y 07)
- 1 Campeonato Asiático (2006)
- Otros títulos como varios estaduales.